# Peder Palladius

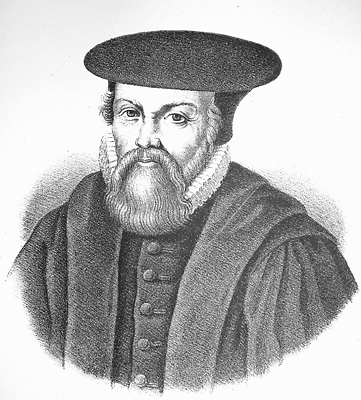
Peder Palladius

Peder Palladius född 1503 i Ribe och död 3 januari 1560. Själlands förste evangeliske biskop. Psalmförfattare representerad i danska Psalmebog for Kirke og Hjem. 

## Biografi
Efter studier i Wittenberg under både Martin Luther och Philipp Melanchthon blev Palladius 1533 magister och 1537 teologie doktor. Innan han utnämndes till biskop var han superintendent i Lund, som då var danskt. 
Hemkallad av Kristian III för att leda reformationens fortsatta genomförande i Danmark blev han 1537 biskop i Själlands stift och teologie professor vid Köpenhamns universitet. I sitt stift verkade Palladius genom talrika visitationsresor, vilkas erfarenheter han nedskrev i sin berömda Visitatsbog (tryckt första gången 1867). 
Palladius översatte flera av Luthers skrifter, bland annat Lilla katekesen 1537, granskade den bibelöversättning som 1550 kom ut som Kristian III:s bibel, utarbetade en kyrklig handbok, Alterbogen 1556 samt författade en rad av såväl teologiska som folkuppfostrande skrifter. Även undervisningen vid latinskolorna och vid universiteten främjade han. Hans Danske Skrifter utgavs i 5 band 1911-26.
Efterträddes vid sin död i biskopstjänsten på Själland av Hans Albertsen.

## Psalmer
- Den bitre død dig trængte, översättning från latin 1539